# Try Again (Aaliyah)
Try Again è un singolo R&B della cantante Aaliyah prodotto da Timbaland e scritto da Stephen "Static" Garrett per la colonna sonora del film Romeo deve morire, dove la star del R&B ha esordito come attrice. Uscita nella primavera del 2000, la canzone è arrivata al numero 1 in USA, entrando nella storia come primo singolo ad arrivare in cima alla Billboard Hot 100 grazie solo al passaggio in radio. Il singolo ha avuto successo in tutto il mondo e in molti paesi è il più famoso della cantante. Grazie al video della canzone, Aaliyah ha vinto due premi agli MTV Video Music Awards del 2000, mentre grazie al brano ha ricevuto una nomination ai Grammy Awards come Best R&B Female Vocal Performance.

## Composizione e testo
Dopo Are You That Somebody?, questo è il secondo singolo della cantante R&B scritto da Stephen "Static" Garrett e prodotto da Timbaland, visto il successo ottenuto dal precedente singolo. Anche in questo caso l'intro rap della canzone è eseguito da Timbaland, il quale rende un omaggio alla canzone I Know You Got Soul di Eric B. & Rakim. Il testo del pezzo parla di forza e perseveranza che bisogna avere nella vita così come nelle relazioni. La cantante spiega nel ritornello che se un rapporto sentimentale non dovesse decollare fin dall'inizio, non bisogna gettare la spugna ma scrollare le spalle e riprovare. Vengono esposti i dubbi che assalgono le coppie all'inizio di una storia, chiedendosi se durerà per sempre o solo una settimana, e se la situazione che sembra perfetta al presente possa cambiare in futuro. Nel ponte della canzone Aaliyah canta dichiara che potrebbe avere un atteggiamento timido o pedante all'inizio, ma che non si può sapere come proseguirà, per cui l'importante è riprovare.

## Video musicale
Il video della canzone è stato diretto da Wayne Isham e girato nel marzo del 2000 negli studi di Hollywood. Il look della cantante mostra di aver subito un'evoluzione decisiva rispetto al passato: abbandonata la sua classica pettinatura di riferimento, con una parte del viso coperta dai capelli, Aaliyah in questo video sfoggia un nuovo taglio, con riga in mezzo e punte dei capelli tinte di rosso fuoco (in passato non aveva mai tinto i capelli per un video). Anche il trucco è più aggressivo, di ispirazione quasi egizia, con ombretto e matita che allungano gli occhi e un neo sopra il labbro. L'abbigliamento è quasi esclusivamente di pelle nera, con pantaloni larghi e bassi e un bikini succinto (tipici del vestiario della star R&B).
La scenografia del video è stata ispirata dal film I tre dell'Operazione Drago con Bruce Lee, presentando una sala piena di specchi e di muri girevoli.
Jet Li, protagonista del film Romeo deve morire insieme alla cantante, fa un cameo nel video, riproponendo una scena del film in cui usa Aaliyah come arma facendola camminare su un muro per colpire di calci un'avversaria (secondo l'etica del personaggio di Jet Li nel film infatti, gli uomini non dovrebbero mai picchiare le donne). Anche la coreografia curata da Fatima Robinson, che rispetto ai video passati è diventata ancora più complessa e articolata, ha preso ispirazione dai film di Bruce Lee e dalle arti marziali.

## Riconoscimenti
La rivista Billboard ha inserito il brano nella lista delle 100 canzoni di maggior successo degli anni 2000 alla posizione numero 98. Il canale musicale VH1 ha inserito il brano al 65º posto nella classifica delle 100 migliori canzoni degli anni 2000.
Il sito web Pitchfork ha inserito il brano alla posizione 75 nella lista delle 500 migliori tracce degli anni 2000, elogiando la produzione di Timbaland, basata su una "303 bassline proveniente dall' acid house", e "la grande e necessaria qualità di Aaliyah come musa e principale interprete di Timbaland", la cui abilità "affronta senza paura qualsiasi cosa di fresco e inaspettato egli faccia apparire". La canzone è stata inserita dalla rivista Rolling Stone nella classifica delle 100 migliori canzoni del decennio 2000-2009 alla posizione numero 86, dichiarando come la cantante "sia riuscita a fare così tanta musica indimenticabile nella sua vita". Slant ha posizionato il brano al 60º posto nella lista dei 100 migliori singoli degli anni '00 affermando che "la performance di Aaliyah ha influenzato hip-hop, dance e pop in tutti i nove anni che sono seguiti", aggiungendo che "il minimalismo di Timbaland le si addiceva così bene: entrambi erano capaci di fare così tanto con così poco". La rivista musicale Stylus ha inserito il brano alla posizione numero 88 nella lista dei 100 migliori singoli degli anni 2000, descrivendo la cantante come "la perfetta imbarcazione per il mix frenetico" di Timbaland, e la canzone come "la loro migliore collaborazione". Il critico della rivista, Andrew Casillas, continua aggiungendo: "Aaliyah cavalca il mix di effetti sonori metallici e di frequenze oscillanti, il tutto con una voce tubante sottile, trasudando seduzione senza oscurare il ritmo. Poche collaborazioni produttore/artista hanno mai avuto questa alchimia".
Il video della canzone ha ricevuto tre nomination agli MTV Video Music Awards del 2000, come Best Choreography, Best Video From A Film e Best Female Video, portandosi a casa questi ultimi due; è la prima vittoria a questi Awards da parte della cantante, visto che l'anno precedente con due nomination per Are You That Somebody? non aveva vinto nulla. Aaliyah ottiene anche la sua seconda nomination ai Grammy come Best Female R&B Vocal Performance With Vocal con questo pezzo, oltre due nomination ai Soul Train Lady of Soul Awards come Best R&B/Soul Single e R&B/Soul or Rap Music Video. Ai Billboard Music Award riceve due nomination, nelle categorie Maximum Vision Video e Best R&B Clip of the year. Grazie al successo ottenuto in tutta Europa, la cantante riceve una nomination come Best R&B Act agli MTV Europe Music Awards.

## Tracce
1. Try Again – 4:04
2. Try Again (Timbaland Remix) – 4:59
3. Try Again (D'Jam Hassan Remix) – 5:28
4. Try Again (Instrumental) – 4:23

## Successo commerciale
La promozione del film e della colonna sonora è stata poderosa, tanto che la canzone è stata eseguita dal vivo in numerosi programmi, tra cui MTV TRL, Top of the Pops, The Tonight Show con Jay Leno e The Rosie O'Donnell Show. Uscito nella radio USA nel marzo del 2000, il singolo ha velocemente scalato la classifica, entrandovi al numero 59 e raggiungendo il numero 1 della Hot 100 dopo quattordici settimane. Il singolo è entrato nella storia della musica come prima canzone in assoluto a raggiungere il numero 1 solo grazie al passaggio in radio, senza quindi l'ausilio di un CD singolo nei negozi. La massiccia programmazione radiofonica della canzone, le ha permesso di spendere ben 15 settimane nella top10 e 32 nella top100. Il singolo è arrivato al numero 12 nella classifica dei 100 singoli di più grande successo del 2000 di Billboard, e al numero 18 in quella dei singoli R&B. Pur essendosi fermata al numero 4 nelle classifiche R&B, la canzone è praticamente arrivata al numero 1 di quasi tutte le classifiche di Billboard, dalla HOT 100 Airplay alla Rhytmic Top 40.
Nel Regno Unito è stato il primo singolo della cantante ad entrare in top10, e arrivare precisamente al numero 5, così come in Germania e Norvegia. In Germania è stato il primo singolo dell'artista ad ottenere la certificazione di disco d'oro. Nei Paesi Bassi è entrato al numero 23 e d è arrivato al numero 3 come il precedente successo Are You That Somebody?, con un totale di 17 settimane in classifica.
In Nuova Zelanda invece non è entrato in top10, si è fermato al numero 13, ma ha speso in classifica 20 settimane, 6 in più rispetto al singolo numero 1 Are You That Somebody?. In Australia è stato il primo singolo dell'artista ad entrare in classifica, raggiungendo la posizione numero 8 dopo aver debuttato alla 15 e passando 18 settimane nella top50; in questo paese ha anche ottenuto la certificazione di disco di platino.
Anche in Italia Try Again è il primo singolo di Aaliyah ad essere entrato in classifica. In Svizzera è diventato il singolo di maggior successo dell'artista: entrato in classifica alla posizione 54, è arrivato alla numero 8, restando in classifica per ben 33 settimane. Il successo mondiale del pezzo trasforma la cantante in una star conosciuta da tutti e conferma la formula vincente del team creato con Timbaland nelle vesti di produttore e Steve "Static" Garrett in quelle di autore.

## Classifiche

### Classifiche settimanali
| Classifica (2000) | Posizione massima |
| ----------------- | ----------------- |
| Australia         | 8                 |
| Austria           | 19                |
| Belgio (Vallonia) | 5                 |
| Belgio (Fiandre)  | 6                 |
| Canada            | 21                |
| Francia           | 26                |
| Germania          | 5                 |
| Italia            | 19                |
| Paesi Bassi       | 3                 |
| Nuova Zelanda     | 13                |
| Norvegia          | 5                 |
| Svezia            | 15                |
| Svizzera          | 8                 |
| Regno Unito       | 5                 |
| Regno Unito (R&B) | 2                 |
| Stati Uniti       | 1                 |

## Campionamenti
La traccia è stata oggetto di campionamento da parte di George Michael per il brano Freeek! del 2002.
Il musicista inglese James Blake ha utilizzato un campionamento della canzone per il brano I'll Stay, tratto dall'EP CMYK; nello stesso EP, Blake ha campionato Are You That Somebody? per la traccia omonima.
DJ Shadow ha campionato il brano per la sua collaborazione con Cut Chemist, Chilled.